# Ingemund Bengtsson

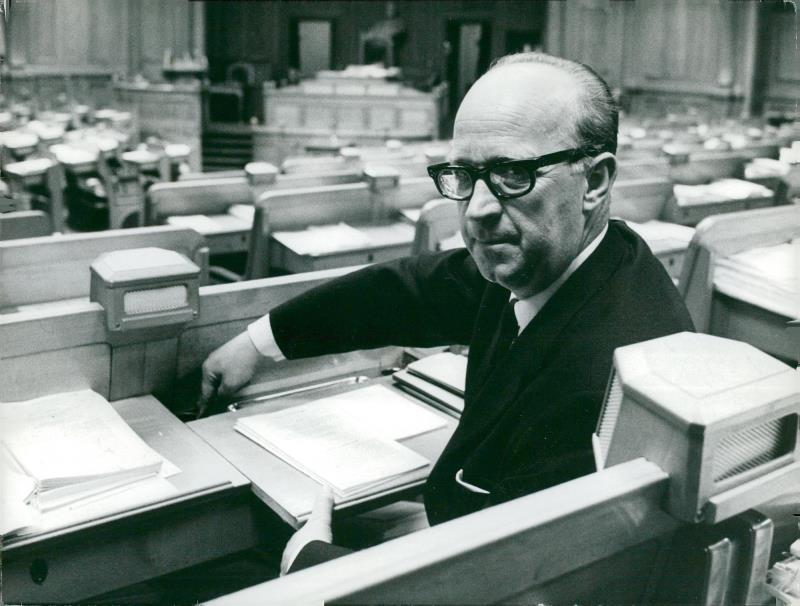
Ingemund Bengtsson i riksdagens andra kammare i april 1966.

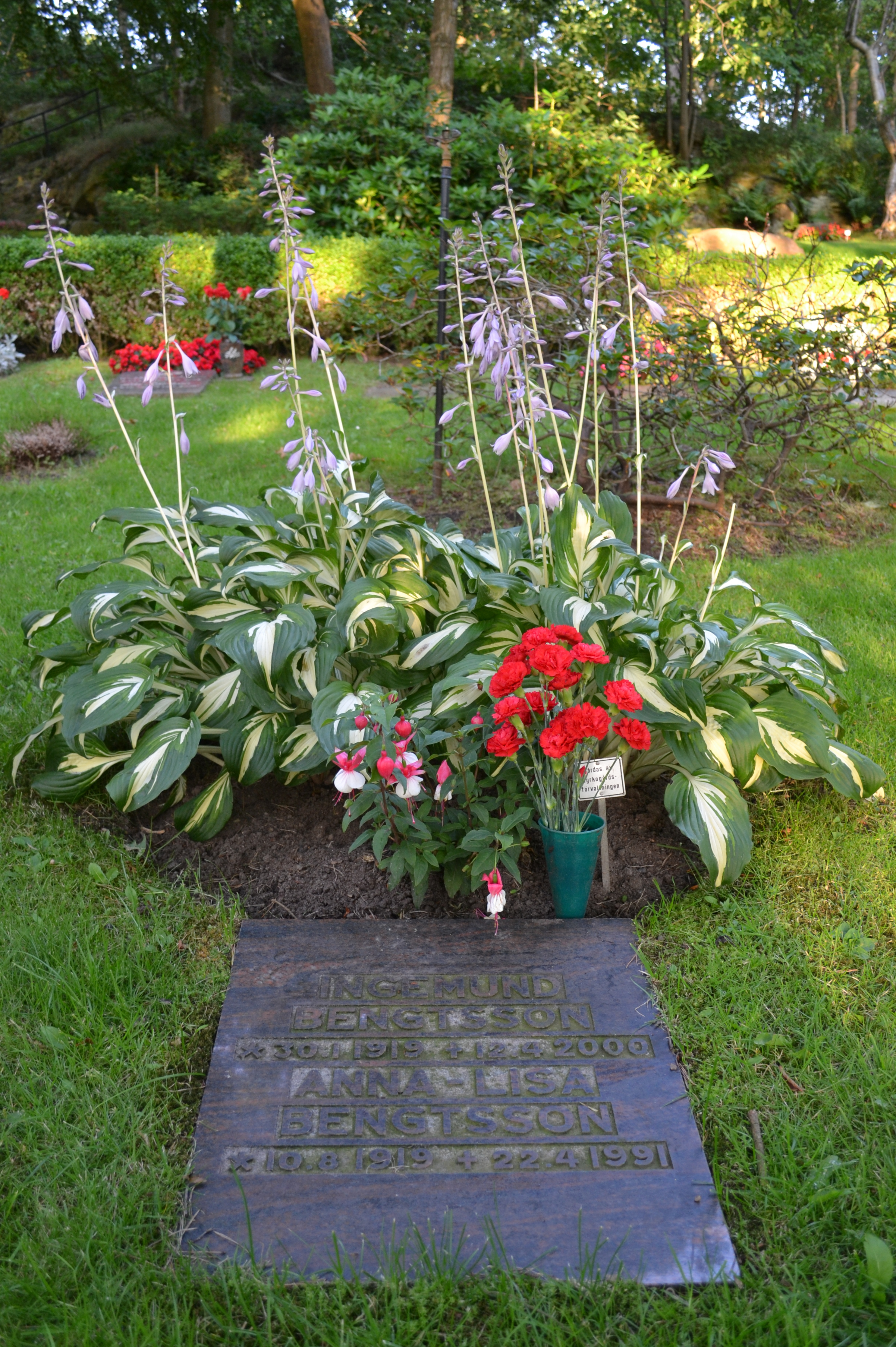
Ingemund Bengtssons och makan Anna-Lisas grav på S:t Jörgens kyrkogård i Varberg.

Sten Bertil Ingemund Bengtsson, född 30 januari 1919 i Veddige, död 12 april 2000 i Varberg, var en socialdemokratisk politiker. Han var ledamot av riksdagen 1951–1988 (andra kammaren 1951–1970 och enkammarriksdagen 1971–1988), jordbruksminister 1969–1973, inrikesminister 1973 och arbetsmarknadsminister 1974–1976, samt riksdagens talman 1979–1988. Utöver detta satt han i FN:s generalförsamling 1963–1967 och var ansvarig för FN:s miljökonferens i Stockholm 1972, som ses som en milstolpe i modern miljöhistoria. 
Ingemund Bengtsson var tillfällig riksföreståndare den 2 och 3 juli 1988, den enda icke kunglige som innehaft ämbetet under 1974 års regeringsform.

## Uppväxt och lokalpolitik
Bengtsson föddes under enkla förhållanden. Under hans uppväxt flyttade familjen vid flera tillfällen. När han var fyra år kom man till Långasand i Falkenbergs kommun och senare till Dagsås i Varbergs kommun, där familjen stannade till 1927, då man övergav jordbruket och flyttade till Varbergs stad. Fadern började där sälja jordbruksprodukter på torget för att senare handla med väskor. 
Bengtsson uppvisade goda studieresultat i skolan och började studera vid realskolan, men blev efter ett år tvungen att sluta på grund av familjens dåliga ekonomi. Tidigt började han läsa böcker av kända proletärförfattare. Under skolloven hjälpte han till med familjens försörjning.
Bengtssons första arbete var som ölutkörare. Han började arbeta på Monarks cykelfabrik i Varberg sedan han fyllt femton år, vilket var gällande minimiålder. Strax därefter dog fadern, vars hälsa under senare år hade försämrats. Familjen hade inte råd med begravningen, som kom att bekostas genom en insamling bland Bengtssons arbetskamrater på Monark. Anställningen på Monark varade från 1934 till 1945 och Ingemund arbetade under denna tid på Verktygsavdelningen. Den 6 november 1934 gick Bengtsson med i Varbergs Vänstersocialistiska Ungdomsklubb, som politiskt stod mellan socialdemokraterna och kommunisterna; klubben upplöstes 1937. Han var även aktiv inom Metall och ABF.
Vid den stora Metallstrejken 1945 kom Bengtsson dels att verka som strejkledare och dels att engageras vid stadens arbetsförmedling. Tre år tidigare hade han blivit ordförande i Varbergs LO-sektion, vid den tiden kallad 'Varbergs Fackliga Centralorganisation', förkortat FCO. Mellan 1947 och 1954 var han ledamot av Varbergs kommunfullmäktige och mellan 1951 och 1965 ordförande i stadens arbetarekommun. Han var bland annat med om att införa hemtjänst i Varberg.

## Rikspolitiker
Bengtsson kom in i riksdagen 1951 sedan Josef Weijne avlidit. Weijne tillhörde första kammaren, men efter en rockad kunde Ingemund Bengtsson ta plats i den folkvalda andra kammaren. Hans jungfrutal i riksdagen handlade om, hur personers förmögenhet borde påverka den inkomstprövade pensionsförmånen. Bengtsson var sakkunnig vid socialdepartementet 1954-1965. Han hade där bland annat lett en handikapputredning och utredningen om kontant stöd vid arbetslöshet. Han var mellan 1965 och 1968 gruppledare för socialdemokraterna i andra kammaren. 
Tage Erlander utsåg Bengtsson till jordbruksminister den 25 januari 1969. Utnämningen var till en början mindre omtyckt inom bonderörelsen, då Ingemund Bengtsson i stort sett saknade erfarenhet inom området. Under hans tid som jordbruksminister brukade man i media skämtsamt kalkylera med, hur föreslagna förändringar inom jordbruket skulle komma att påverka den mindre lantgård, som hans yngre bror Liss Bengtsson brukade. Som inrikes- och arbetsmarknadsminister var Bengtsson bland annat med om att införa den femte semesterveckan, obligatorisk arbetslöshetsförsäkring, medbestämmandelagen (MBL) och lagen om anställningsskydd (LAS). Hans utnämning hade bättre stöd i detta fall, då Ingemund Bengtsson tidigare ägnat sig åt det aktuella området och var känd för sitt kunnande. 
Bengtsson blev 1979 vald till riksdagens talman, trots att den borgerliga majoriteten stödde moderaten Allan Hernelius. Efter en strulig omröstning den 1 oktober där Hernelius fått flest röster (165 mot 164), men där röstetalet avvek från vad som prickats av, vann Bengtsson en andra omröstning med 168-166. Då även den andra omröstningen haft problem, genomfördes en tredje den 13 oktober. Resultatet överensstämde här med omröstning nummer två. 
Sedan tidningarna publicerat en från läktaren smygfotograferad dikt om löntagarfonderna, skriven av Kjell-Olof Feldt på ett kladdblock under en riksdagsdebatt, införde Bengtsson skärpta regler för journalisters och fotografers arbete i riksdagshuset. 
Bengtsson var språkintresserad och talade esperanto, som han stödde och var mycket engagerad i. Vid världsesperantokongressen i Stockholm 1980 var Bengtsson ’högste beskyddare’, Alta Protektanto. Han lät efter förfrågan ge ut en esperanto-översättning av en bok om Sveriges riksdag, La sveda parlamento, med kommentaren "Kom med översättningen, så ordnar jag allt det andra sedan", och medverkade i en esperanto-stödgrupp i riksdagen. Han medverkade vid invigningen av Svenska Esperantoförbundets kongress i Helsingborg 1985, och tillhandahöll lokaler i riksdagen för samma kongress under esperanto-jubileumsåret 1987. Då Bengtsson var sjuk medverkade den gången istället folkpartisten Daniel Tarschys, också han esperantist.
Bengtsson talade även mycket bra engelska och franska. På sina tågresor mellan Varberg och Stockholm ägnade han sig bland annat åt språkstudier och kunde 1972 på franska sköta ordförandeskapet vid FN:s miljökonferens i Stockholm.
Bengtsson vilar i kvarter AD 69, strax nedanför S:t Jörgens kapell på S:t Jörgens kyrkogård i Varberg, tillsammans med makan Anna-Lisa (1919–1991), med vilken han hade dottern Ingegerd.
En bronsrelief av Ingemund Bengtsson finns på Folkets hus i Varberg.

## Övrigt
Ingemund Bengtsson blev av regeringen förordnad som tillfällig riksföreståndare mellan den 2 och 3 juli 1988. Detta då varken kung Carl XVI Gustaf eller prins Bertil befann sig inom riket.
I samband med 350-årsfirandet av grundandet kolonin Nya Sverige 1988 pekade TV-kanalen CNN vid ett tillfälle ut Ingemund Bengtsson som Sveriges kung.